# بابی اسکات
بابی اسکات (به انگلیسی: Bobby Scott) نمایندهٔ حوزه انتخابیه سوم ویرجینیا از حزب دموکرات ایالات متحده آمریکا در مجلس نمایندگان ایالات متحده آمریکا است که برای نخستین‌بار در ۲۳ ژانویه ۱۹۹۳ میلادی به‌عضویت این مجلس درآمد.